# Çay Räsullu
Çay Räsullu (azerbajdzjanska: Çay Rəsullu) är en ort i Azerbajdzjan. Den ligger i distriktet Gädäbäy rajon, i den västra delen av landet, 400 km väster om huvudstaden Baku. Çay Räsullu ligger 1 422 meter över havet och antalet invånare är 1 239.
Terrängen runt Çay Räsullu är huvudsakligen kuperad. Çay Räsullu ligger nere i en dal. Närmaste större samhälle är Çatax, 9,5 km nordost om Çay Räsullu. 
Trakten runt Çay Räsullu består i huvudsak av gräsmarker. Runt Çay Räsullu är det ganska tätbefolkat, med 70 invånare per kvadratkilometer.